# Enamorada de ti (canción de Mónica Naranjo)
Enamorada de ti es el sencillo inédito del álbum recopilatorio Colección Privada de la cantante Mónica Naranjo en 2005, el tema está compuesto por los compositores y productores Iván Torrent y Jordi Garrido (TeeandGee). La canción poseía un estilo diferente al habitual de la artista. Para la portada del sencillo, se utilizó una foto que la fotógrafa Mariana Yazbek le había hecho a Mónica en su época de Palabra de mujer. 

## Maxi CD
- Enamorada de ti Remixes (Maxi CD) España 18/04/2005

01. Enamorada de ti - Album Version 04:08
02. Enamorada de ti - David Ferrero Extended Version Remix 5:27
03. Enamorada de ti - The Kamaleon Pura Sangre Remix 7:46
04. Enamorada de ti - Kai Miller's Intimate Moment 6:28
- Datos: Q5832249